# Mu-an (Mönch)

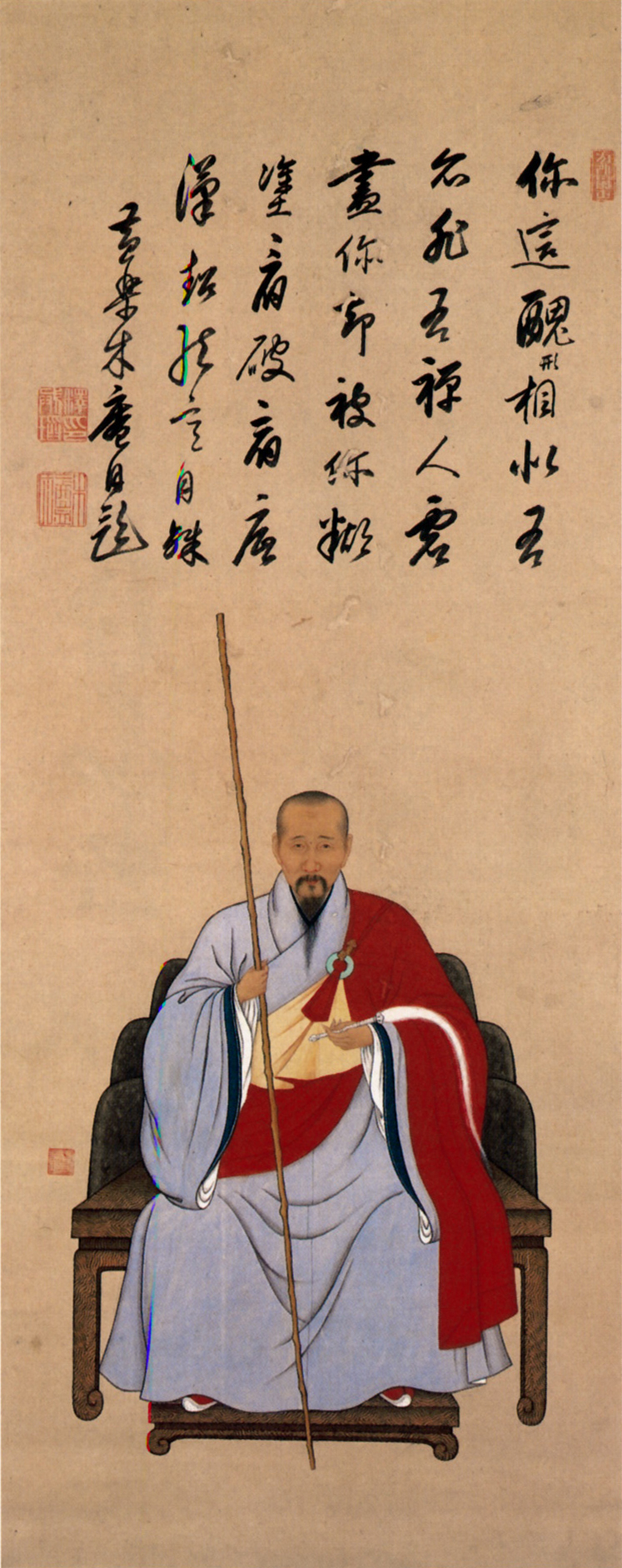
Mu-an

Mu-an Hsing'tao (chinesisch 木菴 性瑫, Pinyin: Mùān Xìngtāo, jap. Mokuan Shōtō; * 1611 in Chinchiang; † 1684), war Zen-Meister und einer der drei chinesischen Gründungsväter der Ōbaku-shū, des Zen-Buddhismus, die nach Japan kamen.
Unter seiner Leitung wuchs die Organisation der Schule schnell, wobei es gelang trotz der Anfeindungen des Rinzai-Establishments zahlreiche Anhänger zu gewinnen.

## Lebensweg
Mu-an Hsing'tao gehörte, wie sein Lehrmeister Yin-Yüan, dem er 1655 nach Nagasaki folgte, der Lin-chi tsung (chinesisch 臨濟宗, Pinyin Línjì zōng) des chinesischen Chan-Buddhismus an, der sich anders als sein japanischer Ableger Zen nicht gegen neue Einflüsse abschottete, sondern während der Yüan- und Ming-Dynastien synkretistisch auch Elemente des Reinen Landes mit aufnahm. Dieser von der Rinzai-Schule als Nembutsu-Zen genannte Stil übte jedoch eine große Anziehungskraft aus.
Wie allen Ausländern war ihm während der Abschließung Japans zunächst das Reisen im Lande verwehrt, er kümmerte sich im Fukusai-ji um die Belange der chinesischen Gemeinde in Nagasaki. Als Yin-Yüan Nagasaki verließ, übernahm Mu-an fast alle seiner Schüler. Nachdem er 1660 vom Bakufu die Reiseerlaubnis erhalten hatte, folgte er seinem Lehrer, der ihm wie auch 14 anderen schon in China inka (印可) zur Bestätigung seiner Erleuchtung erteilt hatte, in den Fumon-ji.
Mu-an wurde 1664 mit der Kontrolle des Aufbaus des Mampuku-ji betreut, der noch heute der Haupttempel der Schule ist. Mu-an wurde dort der zweite Abt bis 1679. Bei mehreren Besuchen in Edo gelang es ihm sich der Förderung des Shōgun (Bakufu) zu versichern. Er erhielt 1667 vom Shōgun Tokugawa Ietsuna 20.000 ryō Gold und Teakholz zum Bau. Durch seine guten Verbindungen zum Schwertadel gelang es ihm auch, Ausnahmegenehmigungen hinsichtlich der Beschränkungen gegen die Neugründung von Tempeln (jiin hatto) zu erwirken, so dass ihn 24 Tempel als ihren Gründer betrachten. Der Bedeutendste von diesen ist der Haupttempel in Edo, der Zuishō-ji.
Das achttägige Ordinationsritual der Ōbaku (sandan kaie) fand unter seiner Leitung im Zuishō-ji erstmals 1674 statt. Ob es tatsächlich, wie in seiner Biographie behauptet, 5000 Teilnehmer waren, von denen 3000 die Bodhisattva-Gelübde ablegten, muss bezweifelt werden.
Mu-an ernannte 46 Dharma-Nachfolger, von denen 43 in Japan geboren waren. Er selbst begründete zwei Nebenlinien (ha) innerhalb der Schule, Manju-ha und Shiun-ha, die von seinen Nachfolgern in elf Zweigen (ge) fortgesetzt wurden. Als Abt folgte ihm Hui-lin Hsing-chi (1609–81) nach, der zur Gruppe der Mönche gehörte, die Yin-Yüan begleitet hatten.
Die Kalligraphien Mu-an's werden wie die seines Meisters sehr geschätzt. Er ist einer der drei Künstler, die als Ōbaku no Sampitsu bezeichnet werden. Er sollte nicht verwechselt werden mit dem Zen-Maler der Kamakura-Zeit, Mokuan Reien (黙庵 霊淵; ?–1345).